# Aimé Larguier
Aimé Larguier (* 22. September 1895 in Béziers; † 20. März 1938 in Paris) war ein französischer Politiker. Von 1936 bis 1938 war er Abgeordneter der Nationalversammlung.
Larguier nahm am Ersten Weltkrieg teil, wurde dabei gefangen genommen, später befreit, behielt jedoch gesundheitliche Schäden. Danach arbeitete er zunächst als Buchdrucker in Uzès und wurde dann der Nachfolger seines Vaters als Bürgermeister des Cevennendorfs Saint-Michel-de-Dèze. Er wurde außerdem Mitglied des Generalrats im Département Lozère. Für die SFIO stellte er sich 1936 im Département Gard zur Wahl, nachdem der vorige Abgeordnete der SFIO, Adéodat Compère-Morel, sich aus gesundheitlichen Gründen zurückgezogen hatte. Er zog ins Parlament ein, verstarb aber bereits zwei Jahre später im Alter von 42 Jahren.